# Пётр Милонег
Пётр Милонег (от древнерусск. «милъ» (милый) + «нѣжити» (нежить, содержать в неге)) — зодчий времён Древней Руси. Годы рождения и смерти неизвестны. Один из немногих русских архитекторов домонгольского периода, чьи имена сохранились в письменных источниках. Сравнивался в Ипатьевской летописи с библейским зодчим Веселеилом.
Скорее всего, сначала работал в Киеве, потом в Луцке и Турове (1170-е гг.), потом в Гродно (после 1180 г.). В дальнейшем был личным зодчим киевского князя Рюрика Ростиславовича, значительно повлиял на киевскую школу зодчества.

В Киеве, в 1199—1200 годах построил каменную подпорную стену Выдубицкого монастыря; не сохранилась.

Вероятно, строил церковь св. Василия в Овруче и церковь Апостолов в Белгороде-Киевском (1197), возможно, Пятницкую церковь в Чернигове и Васильевскую церковь на Новом дворе в Киеве.

Мемориальная доска Петру Милонегу, Михайловский собор Выдубицкого монастыря, г. Киев. 1982 г.

На фасаде Михайловского собора Выдубицкого монастыря в Киеве, в 1982 году установлена мемориальная доска Петру Милонегу. Доска выполнена из гранита, над ней — барельефный портрет Милонега. Архитектор проекта — В. В. Савченко. В Гродно его именем названа улица.